# Camarones (Perú)
Camarones es un caserío peruano ubicado en el distrito de Lancones, perteneciente a la provincia de Sullana del departamento de Piura, al norte del Perú. 

## Ubicación
Camarones se ubica al noreste de la provincia de Sullana, en el distrito de Lancones, en el departamento de Piura. Se ubica cerca a la frontera ecuatoriana-peruana, delimitada por el río Chira.

## Demografía
En 2017 Camarones tenía una población de 82 habitantes.
| Gráfica de evolución demográfica de Camarones entre 1993 y 2017 |
|                                                                 |
| Fuentes: Población 1993 y 2017                                  |